# Angelica Kauffmanová
Angelica Maria Anna Katarina Kauffmannová (30. října 1741, Chur – 5. listopadu 1807, Řím) byla švýcarská malířka období neoklasicismu. Malovala obrazy především s alegorickými, mytologickými a historickými tématy.

## Život
Narodila se ve švýcarském městě Chur. Jejím otcem byl malíř Johann Joseph Kauffmann, u kterého se také vyučila malířství. Velký talent projevovala už v útlém věku, kromě malby se věnovala také zpěvu.  Již ve věku dvanácti let byla požádána biskupem Nevronim, aby namalovala jeho portrét.
V letech 1742–1757 celá rodina pobývala v severní Itálii, která byla tehdy součástí Rakouského císařství. Její umělecký růst zde finančně podporoval guvernér Milána vévoda František III. d’Este. Po matčině smrti v roce 1757 se s otcem přestěhovala do Schwarzenbergu v regionu Bregenz, kde s ním spolupracovala na výzdobě kostela a dalších zakázkách v oblasti Bodamského jezera.
V roce 1762 s otcem cestovala po Itálii, navštívili Milano, Parmu, Bolognu, Florencii a Neapol. V roce 1763 přijeli do Říma, kde začala zde navštěvovat malířské kurzy. Seznámení s Antonem Raphaelem Mengsem mělo značný vliv na její tvorbu.  Zhotovovala kopie italských mistrů a portrétovala známé osobnosti. Díky portrétu archeologa Johanna Joachima Winckelmanna, který měl velký vliv na formování jejího talentu, se její jméno stalo známým i za hranicemi Říma. Byl jejím mentorem a podporoval její snahu malovat klasické scény s mytologickými tématy, charakteristické pro historickou malbu. Byla přijata za členku římské Národní akademie svatého Lukáše. 
V roce 1766 odjela i se svým otcem na pozvání manželky britského vyslance Lady Wentworthové do Anglie. Namalovala zde řadu portrétů anglických šlechticů. Jejím blízkým přítelem zde byl Joshua Reynolds. Usiloval i o její ruku, ale marně. Naopak se roku 1767 provdala za muže, který se ve společnosti představoval jako hrabě Frederick de Horn. Za rok po svatbě se však ukázalo, že jde o podvodníka, který šlechticem vůbec nebyl. Žili poté odloučeně a roku 1781 její manžel zemřel. Kauffmannová se následně na naléhání svého otce provdala za benátského malíře Antonia Zucchiho. V roce 1768 byla Angelika Kauffmannová spolu s Mary Moserovou jedinou ženou zakládající členkou Královské akademie.  Pravidelně vystavovala na ročních výstavách této společnosti. V Londýně žila a pracovala do roku 1781. Pobyt v Anglii patří mezi nejplodnější období v její tvorbě. V této době již rezignovala na kariéru portrétistky a začala se věnovat převážně historickým námětům. Pro jeden ze sálů londýnského Somerset House provedla čtyři fresky v podobě tonda s alegorickými postavami na pozadí krajiny a antických památek. Jsou plné elegického cítění, které je vlastní malbě evropského preromantismu.
Po svatbě se s manželem vrátili do Itálie. V Benátkách se musela vyrovnat se ztrátou otce, který zemřel roku 1782. Manželé se po krátkém pobytu v Neapoli usadili v Římě, kde ve svém bytě vedla známý společenský salón, který navštěvovaly známé osobnosti té doby včetně císaře Josefa II., carevny Kateřiny Veliké a neapolské královské rodiny. Kaufmannová dostávala mnoho zakázek na jejich portréty nebo obrazy s historickými náměty. Roku 1787 namalovala portrét Johanna Wolfganga Goetha, s nímž se spřátelila. Už za svého života byla Kaufmannová oceněna mnoha poctami, byla označována za jednu z nejvzdělanějších žen Evropy (Johann Gottfried Herder) a první umělkyní století, ženu neslýchaného talentu (Johann Wolfgang Goethe). Díky své znalosti několika jazyků měla jako vášnivá čtenářka možnost číst v orginále mnoho knih, což jí poskytovalo inspiraci a morální instrukce k malbě výjevů. 

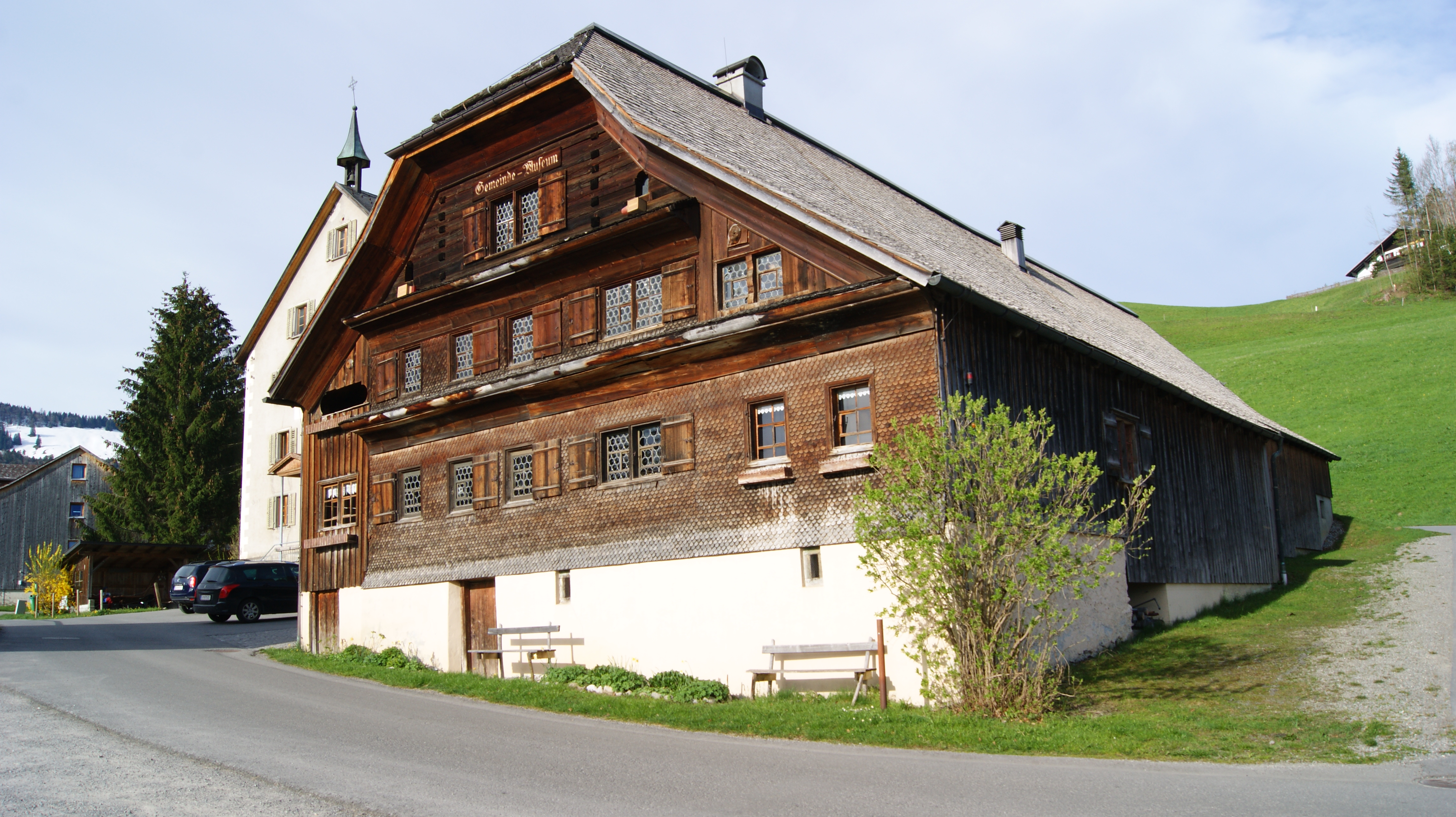
muzeum Angeliky Kaufmannové ve Schwarzenbergu

Závěr svého života prožívala ve značných finančních problémech, zejména po smrti svého manžela roku 1795. Poslední desetiletí života bylo poznamenáno smrtí blízkých přátel, následky napoleonských válek a nemocí. Angelika Kauffmannová zemřela v Římě 5. listopadu 1807 a byla pohřbena s velkou pompou v kostele Sant'Andrea delle Fratte za účasti obyvatelstva. Jejího pohřbu se zúčastnili všichni členové Akademie svatého Lukáše, v čele průvodu byly neseny dva její poslední obrazy. Busta Angeliky Kaufmannové byla umístěna v římském Pantheonu.
Ve Schwarzenbergu, rodné vesnici jejího otce, ke které měla blízký vztah, bylo v roce 2007 zřízeno Muzeum Angeliky Kaufmannové u příležitosti 200. výročí od jejího úmrtí.

## Dílo
Zabývala se především alegorickými, mytologickými a historickými tématy a mnoho svých námětů převzala z literatury. Pozornost věnovala zprvu velkým námětům, které ji později vedly k tvorbě méně známých a méně malovaných motivů, například Smrt Héloisy. Zpracování těchto výjevů vedlo k popularizaci a nejenže byla Angelica Kaufamnnová známá pro svůj styl malby, ale nyní také pro svůj výběr tématu a jeho charakteristické zpracování.  Její historická plátna jsou typická pro styl neoklasicismu. Namalovala rovněž velké množství portrétů, které zpracovávala podle tehdejších požadavků společnosti. Kromě toho existuje i mnoho autoportrétů.
V obrazech raného období se na zobrazení postav v pózách hrdinů děl antického sochařství, v nichž přesná kresba převažuje nad barvou, projevuje vliv Mengsův. Od počátečního vlivu rokoka přechází k vnímání estetických idejí neoklasicismu. Při pobytu v Londýně se seznámila blíže s tradicemi anglického portrétu 18. století, což umocnilo koloristickou znělost její palety, volnost a malebnost kompozičního řešení.
Kaufmannová měla zálibu v enkaustice a tuto složitou techniku malby voskem velmi dobře ovládala. Tvořila také rytiny, zabývala se interiérovým designem, navrhovala nábytek a vytvářela složité grafické vzory pro malované nádobí.

## Galerie

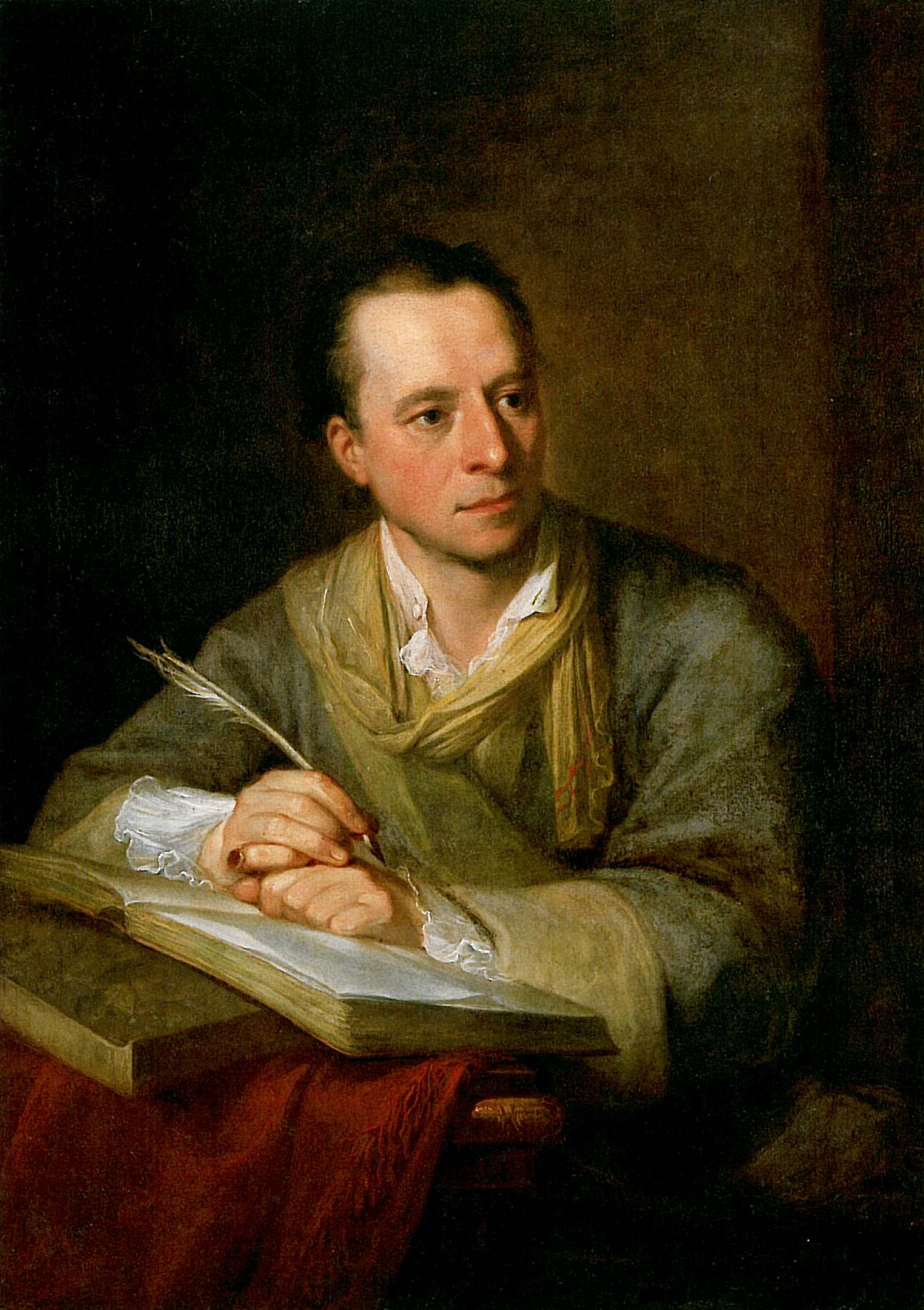
Johann Joachim Winckelmann (1764)
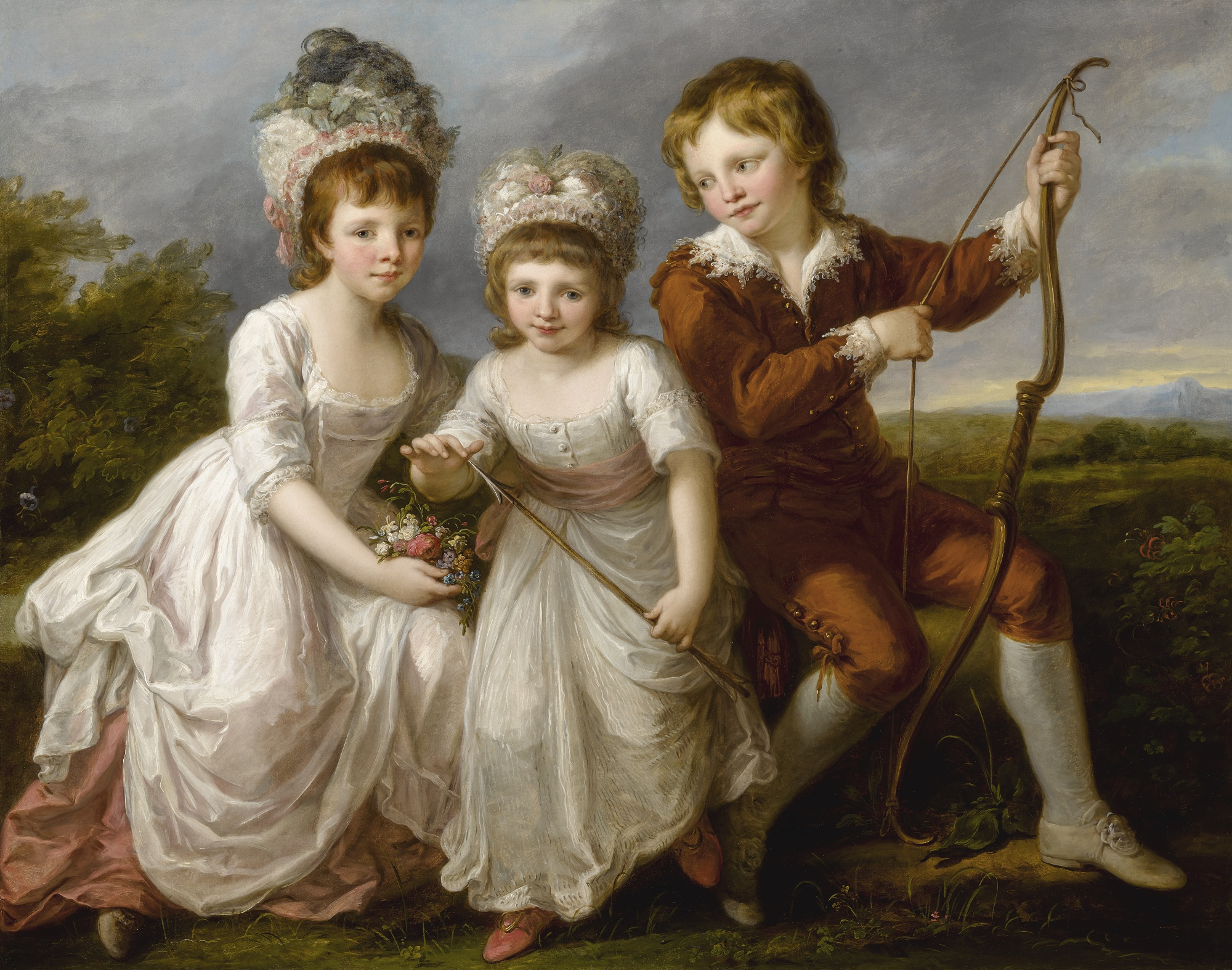
Lady Georgiana Spencer, Henrietta Spencer a George Althorp (1766)
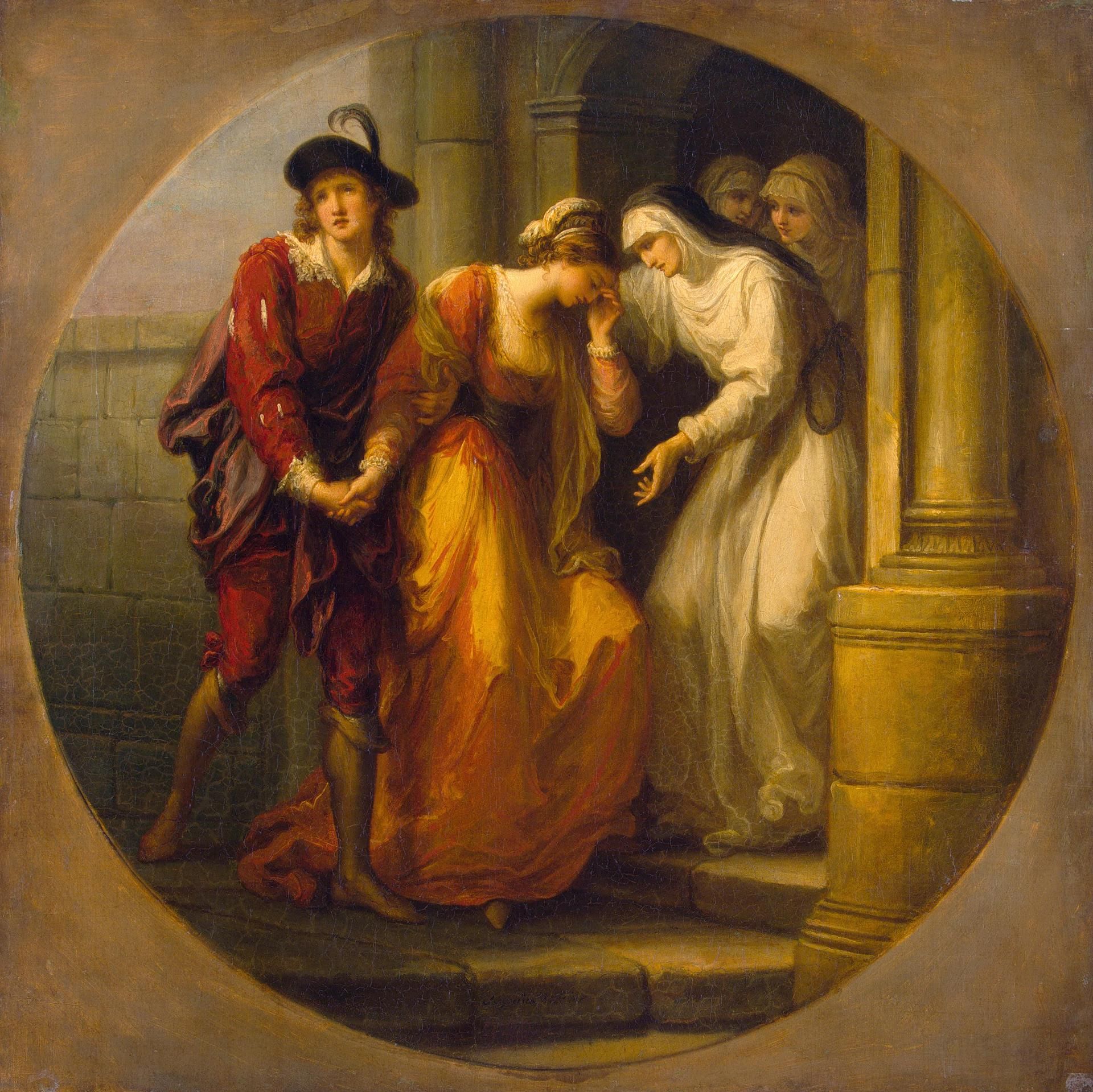
Loučení Abelarda a Heloisy (před r. 1780)
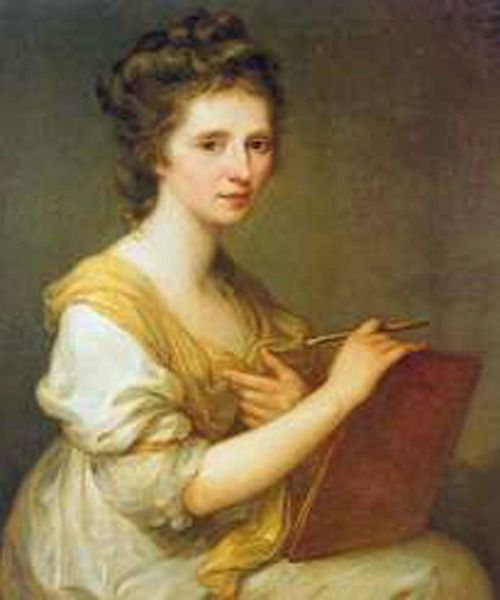
Autoportrét (cca 1770)
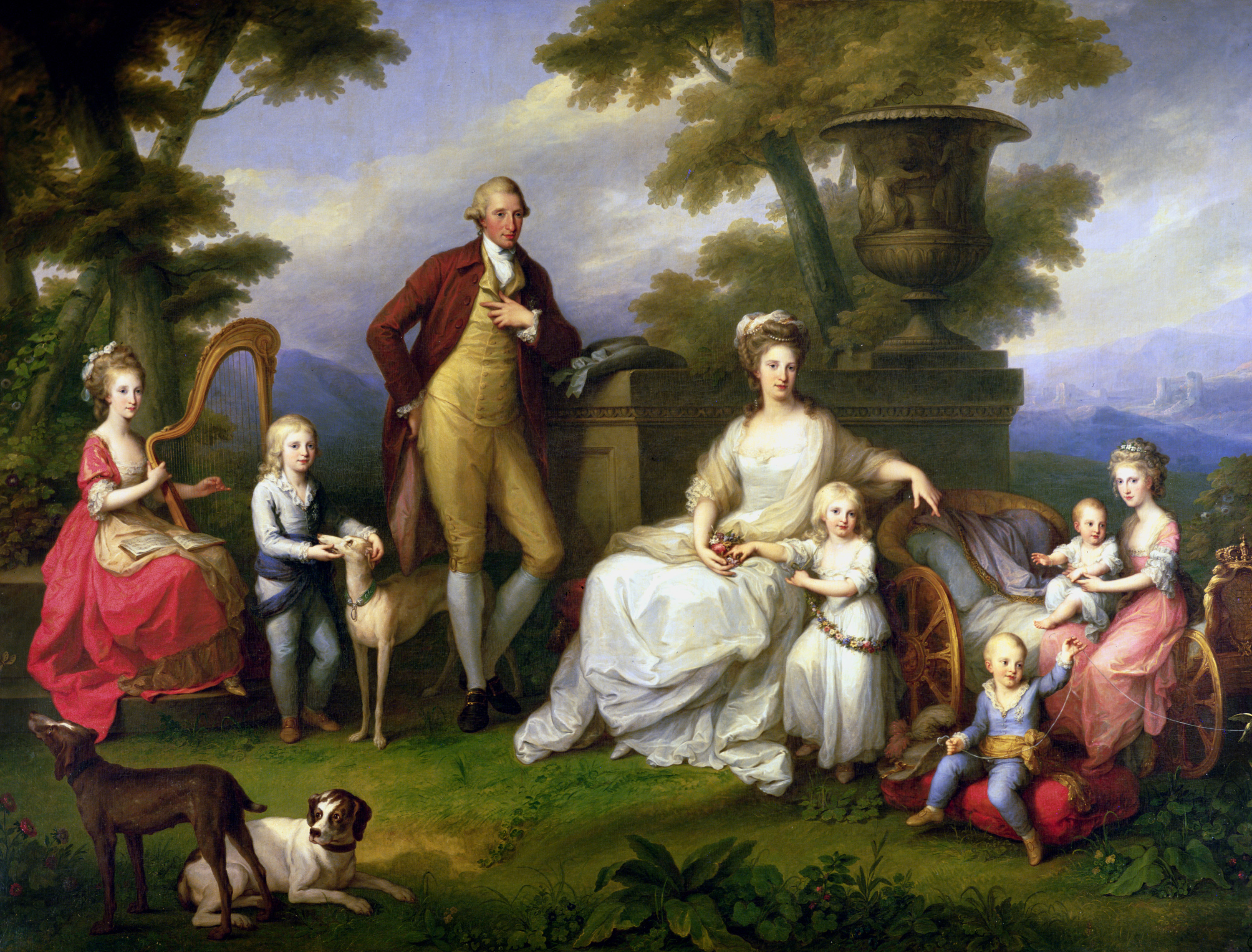
neapolský král Ferdinand IV. a jeho rodina (1783)
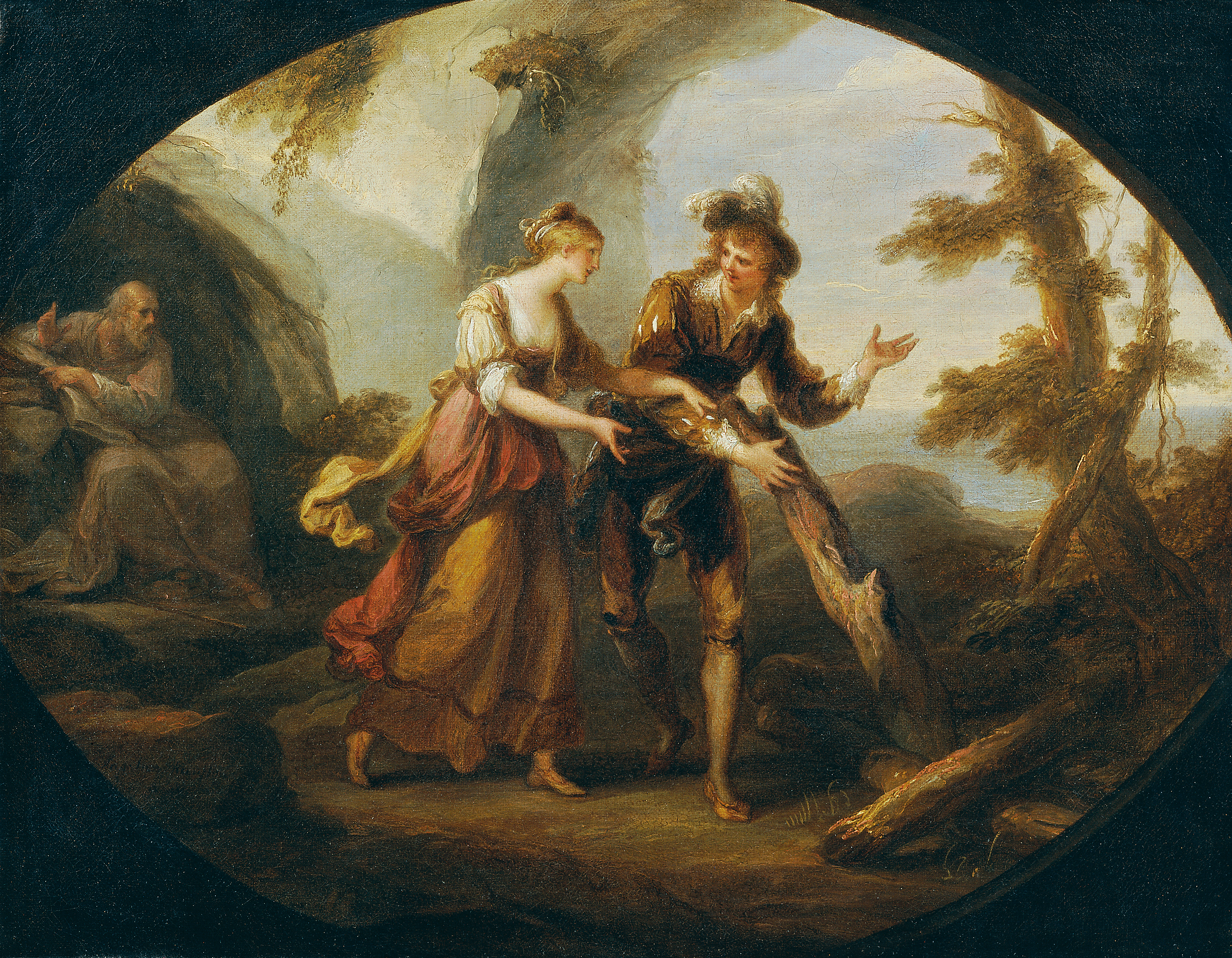
Miranda a Ferdinand (1782)
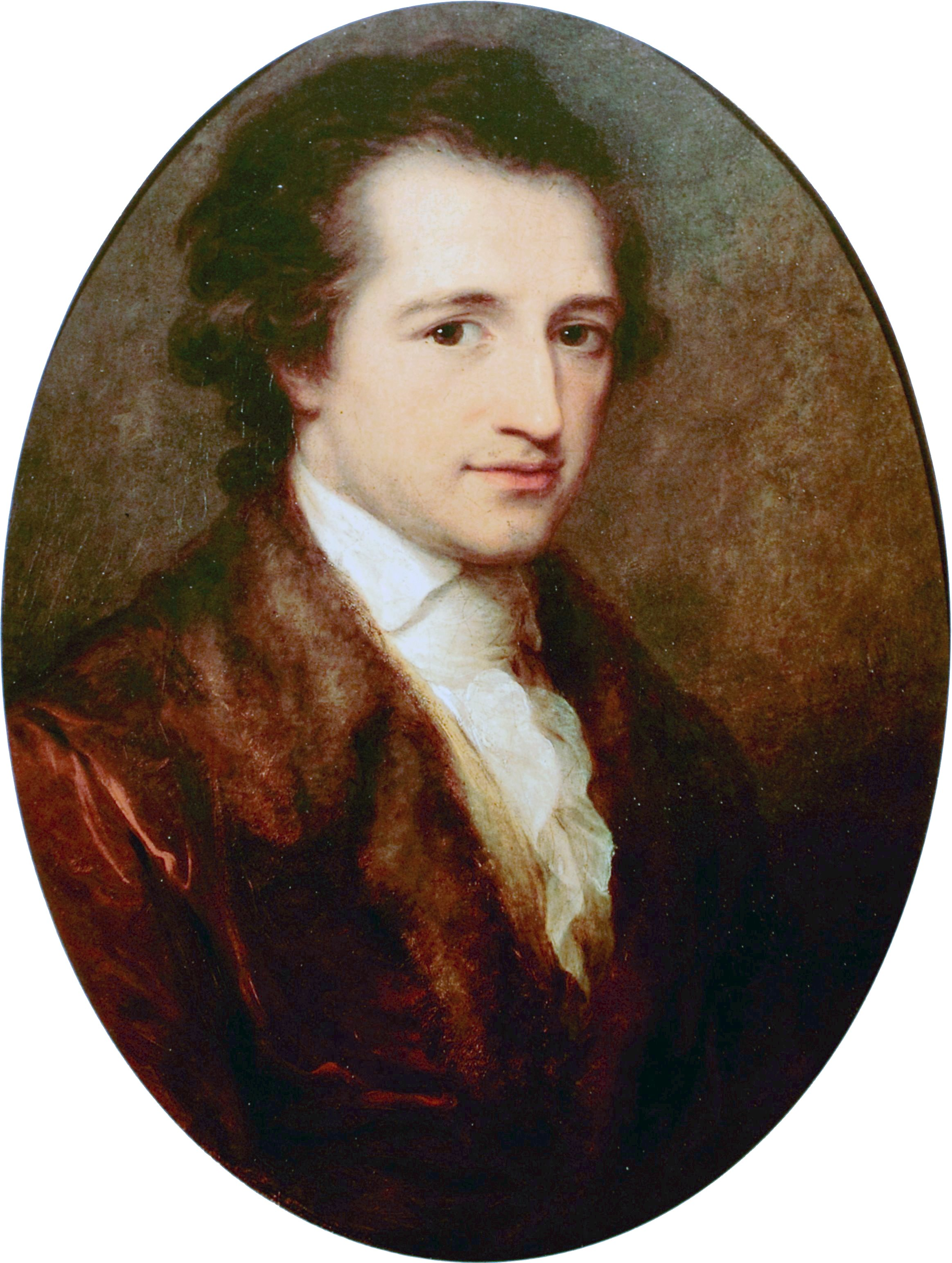
Johann Wolfgang Goethe (1787)
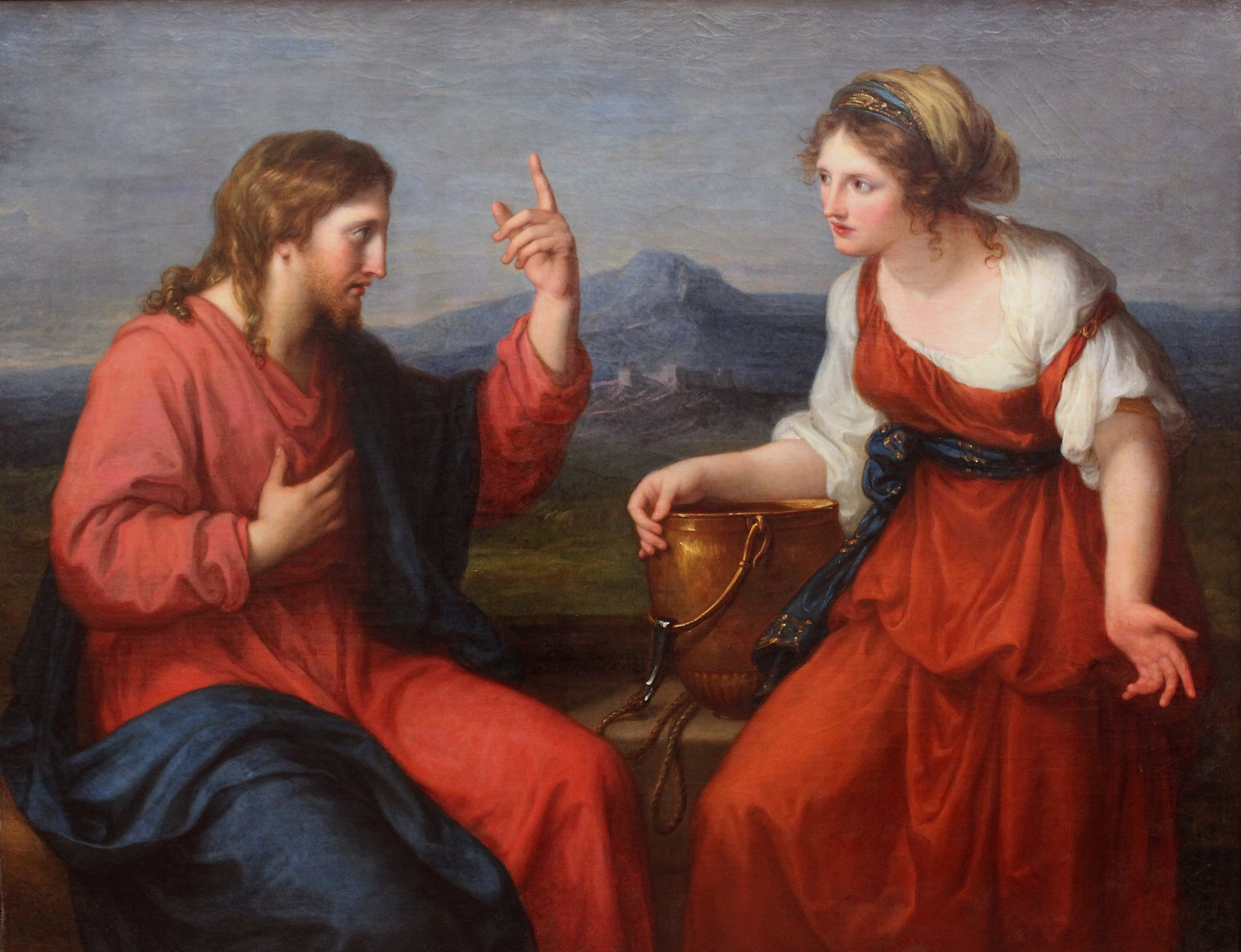
Kristus a samaritánka (1796)

## Výstava
- Retrospektive Angelika Kauffmann (270 děl, asi 450 ilustrací ), Düsseldorf, Kunstmuseum (15. listopadu 1998 – 24. ledna 1999); Mnichov, Haus der Kunst (5. února – 18. dubna 1999); Chur, Bündner Kunstmuseum (8. května – 11. července 1999).